# Heikant (Zélande)
Pour les articles homonymes, voir Heikant.

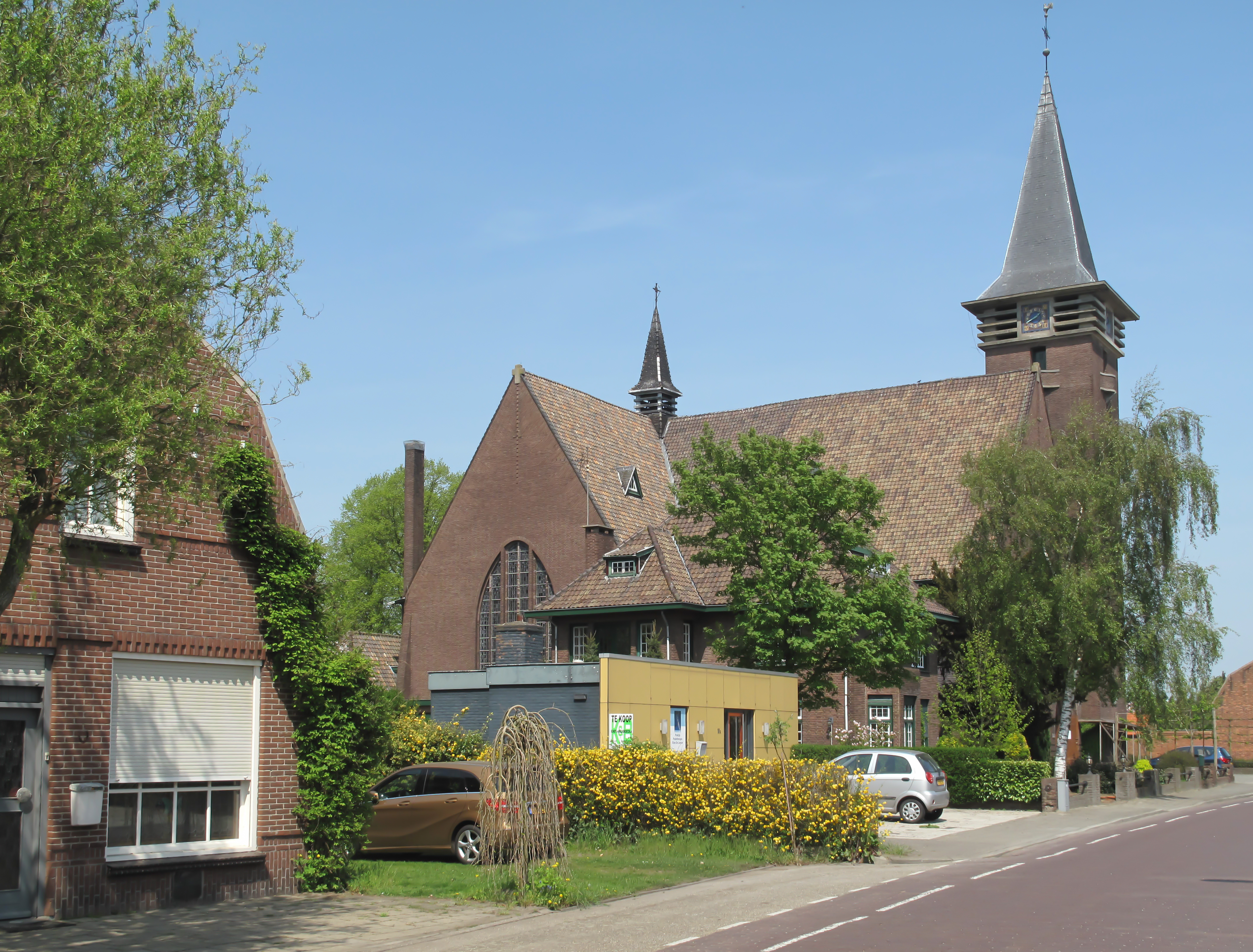
Heikant, église: kerk van de Heilige Theresia van het kindje Jezus

Heikant est un village appartenant à la commune néerlandaise de Hulst, situé dans la province de la Zélande, en Flandre zélandaise. En 2015, le village comptait 1 138 habitants.